# 201204 Stevewilliams
201204 Stevewilliams è un asteroide della fascia principale. Scoperto nel 2002, presenta un'orbita caratterizzata da un semiasse maggiore pari a 3,0524740 au e da un'eccentricità di 0,0656285, inclinata di 1,61139° rispetto all'eclittica.